# Stuyahok River (Bonasila River)
Der Stuyahok River ist ein rund 167 Kilometer langer rechter Nebenfluss des Bonasila River im Westen des US-Bundesstaats Alaska. 

## Verlauf
Das Quellgebiet des Flusses liegt im äußersten Süden der Nulato Hills auf einer Höhe von 330 m, etwa 40 Kilometer nordnordöstlich von Russian Mission. Der Stuyahok River fließt anfangs in westlicher, später in nördlicher Richtung durch das Hügelland. Er erreicht schließlich den Bonasila River, 85 Kilometer oberhalb dessen Mündung in einen Seitenarm des Yukon River. Der Stuyahok River weist ein stark mäandrierendes Verhalten mit zahlreichen Flussschlingen und Altarmen auf.